# Nevada State Route 375
Die Nevada State Route 375, besser bekannt als Extraterrestrial Highway (seit 1996 offizielle Bezeichnung), Highway 375 oder kurz ET-Highway, ist eine Bundesstraße in den Countys Lincoln und Nye im Süden Nevadas im Südwesten der USA. Sie verläuft zwischen Warm Springs, wo sie vom U.S. Highway 6 abbiegt, und Crystal Springs, wo sie über einen kurzen Abstecher auf die Nevada State Route 318 in den U.S. Highway 93 einbiegt, und ist 158 Kilometer (98,4 Meilen) lang. Einziger und ebenfalls berühmter Ort entlang der Straße ist Rachel, wo viele der wenigen Durchreisenden im Little A’Le’Inn, einer mit UFO-Devotionalien dekorierten Bar, einen kurzen Halt einlegen.

## Die Nähe zur Area 51

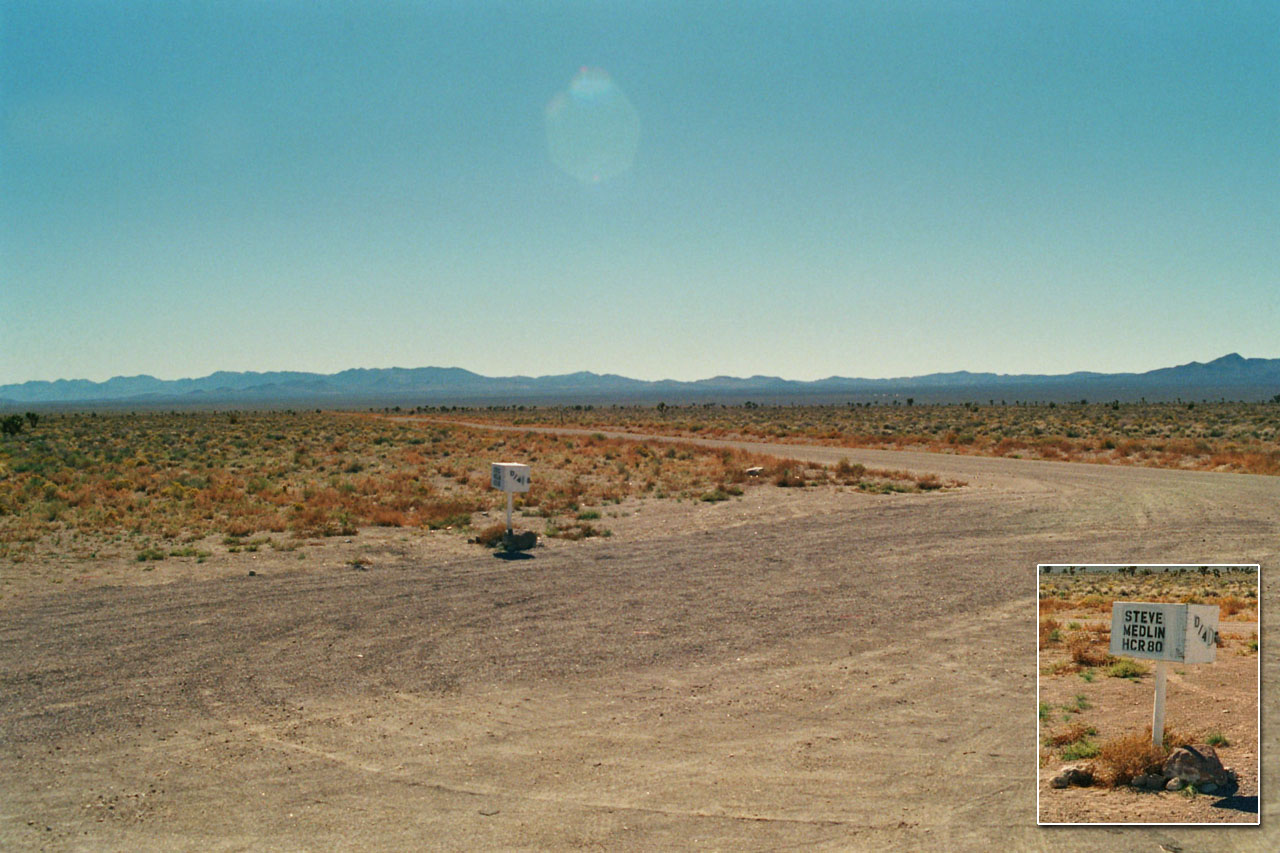
Abzweigung in die Black Mailbox Road

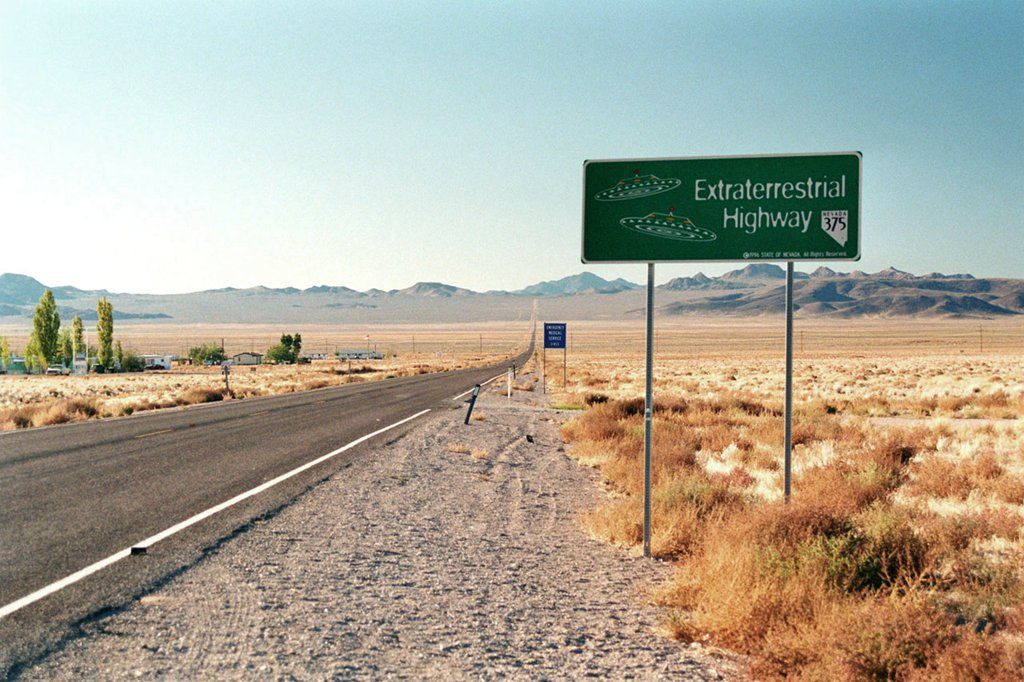
Highway 375 bei Rachel

Die Straße wurde weltberühmt, weil sie an der Nellis Range entlangführt und Hauptzubringer zur lange geheimgehaltenen, aber dem landläufigen Namen nach ebenfalls weltberühmten Militärbasis Area 51 ist. Von Süden her kommend biegt kurz nach dem Hancock Summit eine Staubpiste Richtung Westen durch das Tikaboo Valley ab, die oft auch als Black Mailbox Road bezeichnet wird, weil bei der Abzweigung als einziger Anhaltspunkt im Umkreis von Meilen der weiße (!) Briefkasten des Farmers Steve Medlin stand, der im Tikaboo Valley eine Farm betreibt. Die eigentliche Basis liegt 20 Meilen entfernt uneinsehbar hinter einer Hügelkette am Horizont.
Ende der 1980er- und Anfang der 1990er-Jahre war das Tikaboo Valley für kurze Zeit das Ziel von UFO-Enthusiasten und Neugierigen, die jeweils mittwochnachts in die Wüste hinausfuhren, um Testflüge über der Groom-Lake-Basis zu beobachten. Ab und zu bekamen sie dann auch in den frühen Morgenstunden seltsame Lichtspiele mit wild tanzenden Lichtpunkten am Himmel zu sehen, die oft scheinbar unmögliche Flugmanöver vollführten. Als sich schließlich statt weniger Eingeweihter ganze Busladungen voller Leute auf den Weg machten, endeten die Testflüge abrupt. Doch die Legende von den UFOs in Area 51 war weiter genährt worden und zog immer mehr Besucher aus aller Welt an, was schließlich am 18. April 1996 dazu führte, dass, pünktlich zum baldigen Filmstart von Independence Day, die Nevada State Route 375 auf Veranlassung des damaligen Gouverneurs Bob Miller in Extraterrestrial Highway umbenannt und auch entsprechend ausgeschildert wurde. Dass die Höchstgeschwindigkeit neu mit Warp 7 angegeben wurde, trug zum allgemeinen Hype um die Straße und die Basis bei. Auf der Bundesstraße gilt jedoch offiziell das für Nevada übliche Geschwindigkeitslimit von 70 mph.